# دیرین‌آماسیا
دیرین‌آماسیا (نام علمی: Palaeoamasiidae) نام یک تیره از راسته سنگین‌پایان است.